# Aéroport de Zhuhai-Jinwan
L'aéroport de Zhūhǎi-Jīnwān (chinois : 珠海金湾机场 ; pinyin : zhūhǎi jīnwān jīchǎng, également appelé aéroport de Zhuhai Sanzao (珠海三灶机场, Zhūhǎi sānzào jīchǎng) (code IATA : ZUH • code OACI : ZGSD) est un aéroport à usage civil et militaire situé à proximité de la ville de Zhuhai dans la province du Guangdong en république populaire de Chine. L'aéroport ne dessert pas l'international (2016).

## Histoire
L'aéroport de Zhūhǎi-Jīnwān ouvre en juin 1995 sous le nom Zhuhai Sansao Airport. Un ancien aéroport militaire japonais occupait précédemment le terrain. L'aéroport peut accueillir 12 millions de passagers et 600 000 tonnes de marchandises par an, mais des problèmes politiques enraye son lancement. En 2006, l'aéroport de Zhūhǎi-Jīnwān crée une coentreprise avec la Hong Kong Airport Authority, la Zhuhai-Hong Kong Airport Management Company, pour assurer la gestion de l'aéroport.
L'aéroport enregistre 1,1 million de passagers en 2008, 2 millions en 2012, et 4,9 millions en 2015.
Dès 2016, l'aéroport Zhūhǎi-Jīnwān augmente son volume d'activité : 39 nouvelles villes sont ajoutés à la liste des destinations depuis l'aéroport, et 2,73 millions de passagers ont fréquenté l'aéroport le premier semestre 2016.
La construction du pont Hong Kong-Zhuhai-Macao (ouverture prévue en 2018) ouvre la perspective pour l'aéroport Zhūhǎi-Jīnwān de désengorger les terminaux de l'aéroport international de Hong Kong en récupérant une partie de son trafic, en commençant par les jets d'affaires, la Hong Kong Airport Authority étant propriétaire et gestionnaire des deux aéroports. Une navette par hélicoptère est envisagée pour assurer un lien rapide entre les deux aéroports. Les hangars dédiés au Airshow (66 000 mètres carrés) sont inutilisés et peuvent accueillir 50 jets d'affaire.

## Situation

### Carte des 50 premiers aéroports de Chine
| \| 500 km1:25 016 000 \| Baotou Canton Changchun Changsha Chengdu-CTU Chengdu-TFU Chongqing Dalian Fuzhou Guilin Guiyang Haikou Hailar Hangzhou Harbin Hefei Hohhot Jinan Jinghong Kunming Lanzhou Lhassa Lijiang Nanchang Nankin Nanning Ningbo Pékin · Capitale Pékin · Daxing Qingdao Quanzhou Sanya Shanghaï-Pudong Shanghaï-Hongqiao Shantou-Chaozhou-Jieyang Shenyang Shenzhen Shijiazhuang Taiyuan Tianjin Ürümqi Wenzhou Wuhan Suzhou Xiamen Xi'an Xining Yantai Yinchuan Zhengzhou Zhuhai-Jinwan |
| 500 km1:25 016 000 |

## Statistiques
Pour des raisons techniques, il est temporairement impossible d'afficher le graphique qui aurait dû être présenté ici.

Voir la requête brute et les sources sur Wikidata.

## Activités
L'aéroport de Zhūhǎi-Jīnwān est situé à une trentaine de kilomètres du centre de Shenzhen près de Huangtian et de Fuyong dans le district de Bao'an. La région du delta de la rivière des Perles où l'aéroport est situé compte 5 aéroports qui se mènent une concurrence féroce. 24 millions de Chinois vivent à moins d'une heure de route de l'aéroport. L'aéroport vise 12 millions de passagers à l'horizon 2020.

### Compagnies aériennes et destinations
| Compagnies              | Destinations |
| ----------------------- | --- |
| Air Chang'an            | Xi'an-Xianyang |
| Air China               | Pékin-Capitale, Chengdu-Shuangliu, Chongqing-Jiangbei, Dazhou Heshi (en), Shiyan Wudangshan (en), Tianjin Binhai, Wuhan, Yinchuan Hedong |
| Air Travel              | Nanchang-Changbei |
| Chengdu Airlines        | Chengdu-Shuangliu, Zunyi (zh) |
| China Eastern Airlines  | Changsha, Chengdu-Shuangliu, Harbin Taiping, Lanzhou, Nankin, Ningbo, Shanghai-Hongqiao, Shanghai-Pudong, Wuxi/Suzhou, Xi'an-Xianyang |
| China Express Airlines  | Chongqing-Jiangbei, Guiyang, Zhanjiang-Wuchuan |
| China Southern Airlines | - Pékin-Capitale, - Changchun, - Changde Taohuayuan (en), - Changsha, - Chengdu-Shuangliu, - Chongqing-Jiangbei, - Dalian-Zhoushuizi, - Guiyang, - Haikou, - Hangzhou-Xiaoshan, - Harbin Taiping, - Hefei, - Hengyang, - Hohhot, - Jinan, - Kunming-Changshui, - Lanzhou, - Luzhou-Yunlong, - Nankin, - Sanya-Phénix, - Shanghai-Pudong, - Shenyang, - Taiyuan-Wusu, - Tianjin Binhai, - Wuhan, - Xi'an-Xianyang, - Yancheng, - Yiwu, - Zhengzhou |
| China United Airlines   | Pékin-Daxing, Lüliang (zh), Shijiazhuang |
| Donghai Airlines        | Changchun, Dalian-Zhoushuizi, Haikou, Hangzhou-Xiaoshan, Jining Da'an (en), Kunming-Changshui, Lanzhou, Linyi (zh), Nanchang-Changbei, Nantong Xingdong, Nanyang, Quanzhou Jinjiang, Wanzhou-Wuqiao, Yichang, Zhengzhou |
| GX Airlines             | Haikou, Handan (zh), Luoyang, Meixian (en), Nanning |
| Hainan Airlines         | Changsha, Dalian-Zhoushuizi, Fuzhou-Chánglè, Haikou, Hangzhou-Xiaoshan, Hefei, Jinan, Lanzhou, Lianyungang-Huaguoshan, Linfen (zh), Nanchang-Changbei, Sanya-Phénix, Taiyuan-Wusu, Ürümqi-Diwopu, Wuhan, Xi'an-Xianyang, Xuzhou-Guanyin, Zhengzhou |
| Hebei Airlines          | Nankin, Shijiazhuang |
| Jiangxi Airlines        | Nanchang-Changbei, Nankin |
| Juneyao Airlines        | Shanghai-Hongqiao |
| Kunming Airlines        | Kunming-Changshui, Tengchong Tuofeng (en) |
| LJ Air                  | Harbin Taiping, Hefei |
| Loong Air               | Bijie-Feixiong (en), Changsha, Harbin Taiping, Xi'an-Xianyang, Xinzhou (zh), Xuzhou-Guanyin |
| Lucky Air               | Kunming-Changshui |
| Okay Airways            | Nanchang-Changbei, Ningbo, Tianjin Binhai, Xi'an-Xianyang |
| Ruili Airlines          | Shenyang |
| Shandong Airlines       | Pékin-Capitale, Chongqing-Jiangbei, Dalian-Zhoushuizi, Fuzhou-Chánglè, Harbin Taiping, Hefei, Jinan, Nanchang-Changbei, Qingdao-Jiaodong, Shanghai-Pudong, Tianjin Binhai, Ürümqi-Diwopu, Wenzhou-Longwan, Xiamen-Gaoqi, Yantai, Zhengzhou |
| Shanghai Airlines       | Shantou-Chaozhou-Jieyang, Shanghai-Hongqiao, Shanghai-Pudong |
| Shenzhen Airlines       | Harbin Taiping, Nankin, Nantong Xingdong, Shenyang, Wuxi/Suzhou, Xiangyang-Luiji, Yantai, Yuncheng |
| Sichuan Airlines        | Changzhou, Chengdu-Shuangliu, Hangzhou-Xiaoshan |
| Spring Airlines         | Ningbo, Shanghai-Hongqiao, Shanghai-Pudong, Shenyang, Shijiazhuang, Taizhou (Jiangsu) (en) |
| Suparna Airlines        | Jinan, Shanghai-Pudong, Taizhou (Zhejiang) (en) |
| Tianjin Airlines        | Ganzhou Huangjin, Huai'an, Tianjin Binhai, Xi'an-Xianyang, Yichun-Mingyueshan |
| West Air                | Chongqing-Jiangbei, Hefei, Xining-Caojiabao, Zhengzhou |
| XiamenAir               | Fuzhou-Chánglè, Hangzhou-Xiaoshan, Kunming-Changshui, Lijiang, Quanzhou Jinjiang, Xiamen-Gaoqi |

Édité le 07/10/2019

## Airshow China de Zhuhai

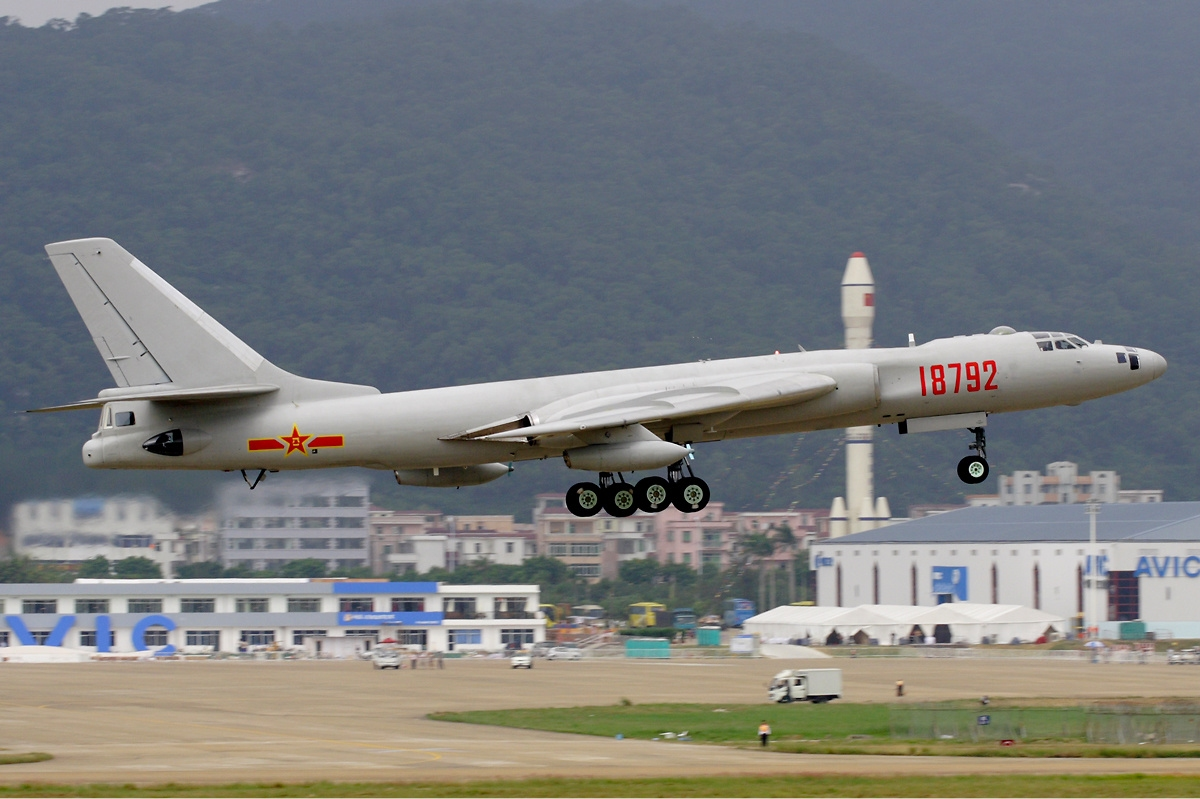
Une des deux fusées du musée de l'aérospatiale de Zhuhai, derrière un Xi'an H-6 lors du meeting aérien annuel.

Depuis 1996, l'aéroport accueille tous les deux ans l'exposition d'aviation et aérospatial internationale de Chine (中国国际航空航天博览会) qui est l'équivalent chinois du Salon du Bourget ou du salon de Farnborough, ainsi que l'Exposition aéroportuaire internationale de Chine (中国国际机场展览会).
En 2014, 700 exposants participaient au Airshow China de Zhuhai, pour 120 appareils en exposition. En 2012, l'événement a attiré 338 000 visiteurs.
Pour la 7e édition (2008), l'Airbus A380 immatriculé MSN 001 (premier modèle commercial construit) est exhibé durant 3 jours. En 2010, le Chengdu J-10 est présenté, et Comac annonce 100 commandes pour le C919.
Lors de l'édition 2014, le loueur China Aircraft Leasing Company passe à Airbus une commande de 100 A320 pour 10,2 milliards de dollars. Après 5 années de test, le Chengdu J-20 est présenté pour la première fois au public lors de l'édition 2016.
Ce lieu comporte un musée permanent, comportant un bâtiment et deux fusées spatiales de la série Longue Marche.

### Article lié
- Liste des aéroports les plus fréquentés en Chine